# Corpo Panzer Feldherrnhalle (Alemanha)
O Corpo Panzer Feldherrnhalle foi um Corpo de Exército da Alemanha na Segunda Guerra Mundial, criado em 27 de Novembro de 1944, lutou na Hungria, participando na Batalha por Budapest,sofrendo pesadas baixas.

## Comandantes
- General der Panzertruppen Ulrich von Kleemann (27 Novembro 1944 - 8 Maio 1945)[3]

## Área de Operações
- Hungria (Novembro 1944 - Maio 1945)[3]